# Gustav Adolfs torg 18

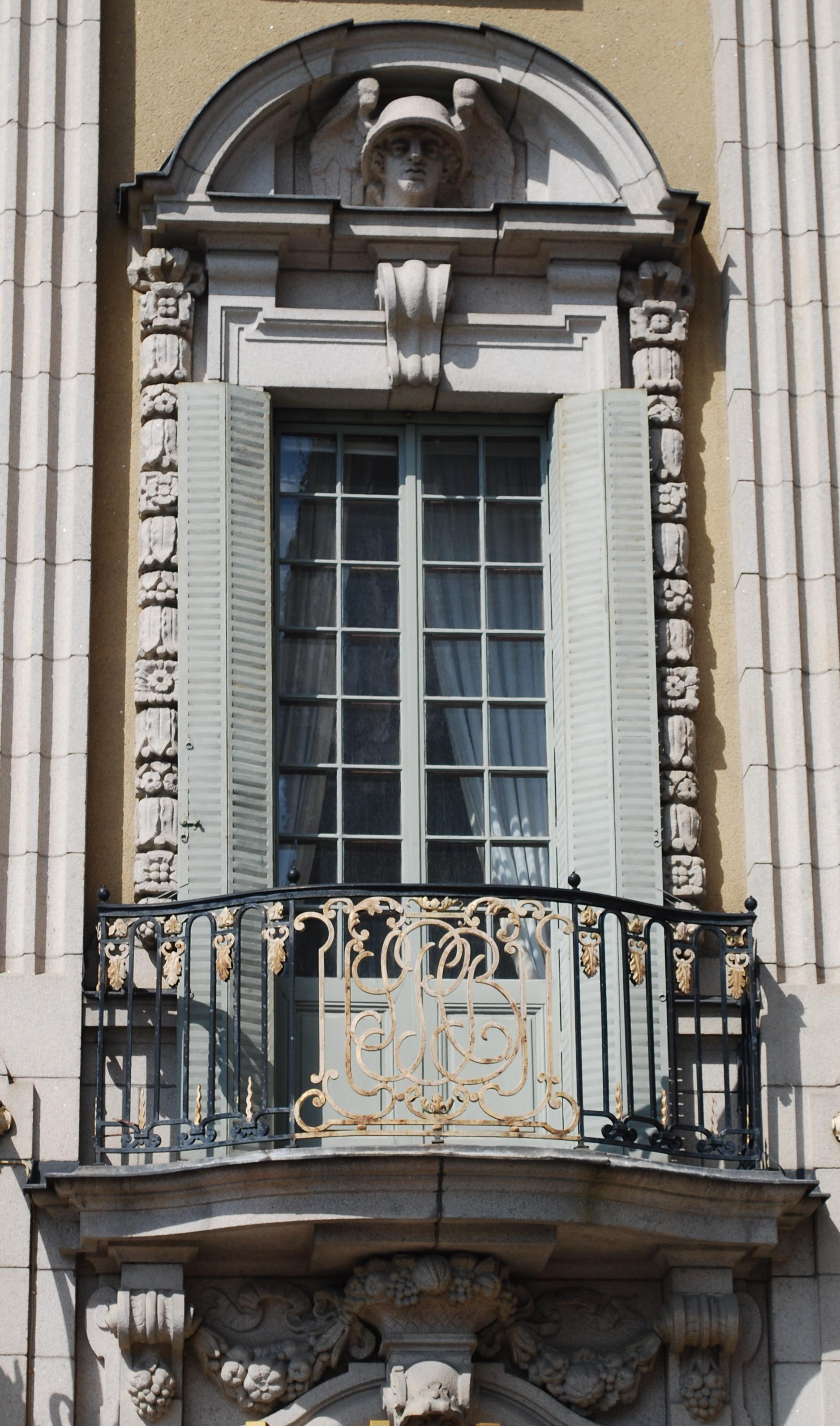
Bankens förgyllda monogram i det smidda balkongräcket ovanför entrén.

Gustav Adolfs torg 18 i Stockholm är adressen för den byggnad som restes 1912-1914 som huvudkontor för Sveriges Privata Centralbank.

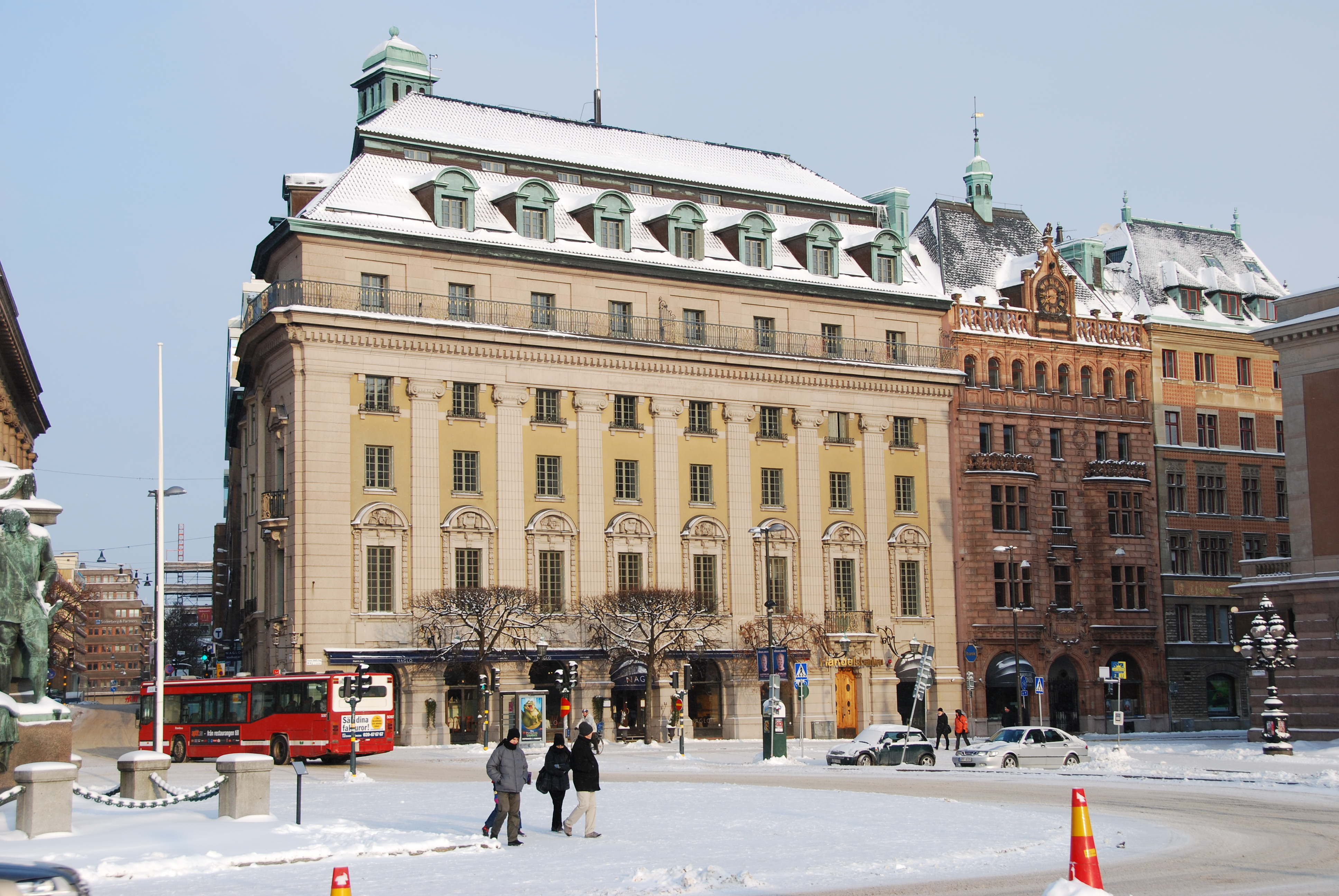
Bankpalatset på Gustav Adolfs torg 18

Banken hade bildats 1912 som en centralbank för 14 provinsbanker. Samma år revs Hotell Germania på Gustav Adolfs torg 18 och efter Isak Gustaf Clasons ritningar uppfördes ett pampigt barockpalats på platsen som skulle komma att bli bestämmande även för grannhuset (se Skandinaviska Bankens palats). Tunga joniska kolossalpilastrar i ljus bohusgranit, tillsammans med en kraftigt modellerad taklist dominerar över husets gulputsade ytor. De stora takfallen framhävs i det svartglaserade teglet. Byggnaden stod färdig 1914.
Efter en fusion använde Skandinaviska Kreditaktiebolaget huset för bland annat notarieavdelning till dess ett huvudkontor tvärs över gatan blev färdigställt 1921. 1928 köpte Grängesbergsbolaget fastigheten och använde den som huvudkontor. Under en period disponerade åter Handelsbanken gamla banksalen, som byggts samman med banklokalerna i Davidsonska huset.
Huset har genomgått flera ombyggnader, och även sammanbyggts med Thor Thoréns samtida hus på Regeringsgatan 4
Byggnaden ägs liksom övriga byggnader i kvarteret, med undantag av den danska ambassaden, av Axfast. Den genomgick en ombyggnad 2022-2023, där Marge arkitekter utformade nya kontorslokaler för Boston Consulting Group.